# Альтернативная оксидаза
Альтернати́вная оксида́за (AO) — фермент, обеспечивающий альтернативный транспорт электронов в митохондриях всех семенных растений, грибов, а также водорослей, некоторых простейших и ряда малоподвижных или прикреплённых животных. Гомологи этого белка были обнаружены в геномах многих бактерий. Биоинформатическими методами удалось выявить альтернативную оксидазу во всех царствах, кроме архей.
Альтернативная оксидаза прямо восстанавливает O2 до H2O, окисляя пул убихинонов, и рассеивает энергию в виде тепла. Однако при таком механизме по крайней мере 2 из 3 пунктов сопряжения теряются, и потенциально генерация градиента протонов возможна только на комплексе I при окислении НАДН, что значительно снижает конечный выход АТФ.

## История открытия
Ещё в XIX веке ботаники описали явление, которое впоследствии назвали термогенезом ароидных растений: при цветении некоторых видов температура цветка резко повышалась, иногда превышая температуру окружающей среды на десятки градусов. Особенно ярко этот феномен выражен при цветении таких растений, как аронник пятнистый (Arum maculatum), Symplocarpus foetidus, Sauromatum guttatum, филодендрон двоякоперистый (Philodendron selloum). Так, температура цветка лилии Arum italicum может достигать 51 °С при температуре воздуха 15 °С. Приспособительное значение этого явления состоит в усилении испарения пахучих веществ и привлечении насекомых-опылителей. При исследовании этого феномена оказалось, что повышение температуры сопровождается вспышкой дыхательной активности, при этом дыхание не подавлялось цианидом и CO — классическими ингибиторами дыхания животных. Так было открыто цианидрезистентное дыхание растений. Целенаправленное изучение этого явления привело к открытию альтернативной оксидазы и связанного с ней альтернативного пути переноса электронов.

## Структура
Альтернативная оксидаза — убихинон-кислород-оксидоредуктаза — представляет собой один полипептид с массой около 32 кДа. Он прочно закреплён на внутренней мембране митохондрий со стороны матрикса. Его синтез у растений кодируется ядерным геном Aox1. У растений Sauromatum guttatum, сои и арабидопсиса обнаружено три ядерных гена, кодирующих изоформы АО, экспрессия которых зависит от типа ткани.
В реакционном центре фермент содержит два атома железа, связанных остатками четырёх глутаматов, одним аспартатом и аспарагином, а также двумя гистидинами. Проведённое методом ЭПР исследование альтернативной оксидазы AOX1a из Arabidopsis thaliana показало, что фермент действительно содержит связанный гидроксо-мостиками двухъядерный центр из двух атомов железа смешанной валентности (Fe(II)/Fe(III)). Точный механизм восстановления кислорода неизвестен, но предполагают, что имеет место каталитический цикл с участием двухъядерного железного центра и по крайней мере одного образованного белком свободного радикала, который, вероятно, формируется на тирозиновом остатке.

## Функции

### Растения

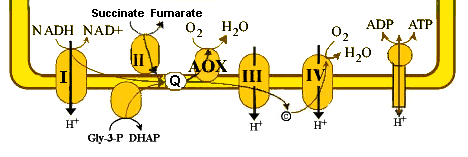
Альтернативный путь дыхания. UQ — убихинон, C — цитохром c, AOX — альтернативная оксидаза.

Физиологическая роль АО понятна только в случае термогенеза ароидных. В других случаях выгода получаемая растением от такого рода фермента не всегда окончательно ясна. На экспрессию гена альтернативной оксидазы Aox влияют такие стрессовые факторы, как холод, активные формы кислорода и поражение патогеном, а также факторы, уменьшающие поток электронов через цитохромный путь дыхания (цианид).
Поскольку свыше 2500 видов растений, принадлежащих к разным семействам (клевер ползучий (Trifolium repens), лядвенец рогатый (Lotus corniculatus), горошек (Vicia) sp.), в естественных условиях накапливают цианогенные гликозиды, распад которых сопровождается образованием HCN, то полагают, что АО — это возникший в ходе эволюции способ, позволяющий поддерживать дыхание при подавлении его цианидом. В свою очередь цианид продуцируют некоторые патогенные грибы и бактерии. Однако это не объясняет, почему АО есть у всех растений и какую роль она играет в нормальном функционировании клетки.
Согласно современным представлениям, альтернативное дыхание — это способ поддержания баланса между углеводным метаболизмом и скоростью электронного транспорта. Известно, что ферменты ЦТК аллостерически регулируются через соотношения НАДН/НАД+ и АТФ/АДФ. При высоком уровне цитоплазматического НАДН и АТФ работа ЦТК будет блокирована, что может происходить при активной работе хлоропластов в условиях яркого освещения. Функция АО может заключаться в быстром окислении НАДН в дыхательной цепи. В результате будет снят тормоз с ЦТК, интермедиаты которого активно используются в различных биосинтетических процессах.
Вторая важная функция АО заключается в защите клетки от окислительного стресса. Митохондрия — место образования супероксидрадикала и перекиси водорода. Интенсивному образованию и накоплению этих опасных веществ способствует торможение электронного транспорта и «перевосстановление» цепи при высоких значениях протонного градиента. АО ведёт к увеличению скорости транспорта и «разгрузке» цепи за счёт сброса электронов на кислород с образованием безопасной воды. Существуют убедительные доказательства, что альтернативная оксидаза препятствует генерации активных форм кислорода. Так, перекись водорода является вторичным мессенджером в сигнальном каскаде, приводящем к экспрессии гена Aox1 и синтезу АО de novo.

### Простейшие
Обитающий в кровотоке протозойный паразит Trypanosoma brucei, вызывающий сонную болезнь, дышит, используя исключительно альтернативный транспорт электронов. Такое серьёзное отличие в метаболизме между паразитом и его хозяином-человеком сделало альтернативную оксидазу T. brucei весьма привлекательной мишенью для разработки лекарств. Так, один из известных ингибиторов альтернативной оксидазы — антибиотик аскофуранон — подавляет работу этого фермента у T. brucei и может вылечить инфекцию у мышей.

### Грибы

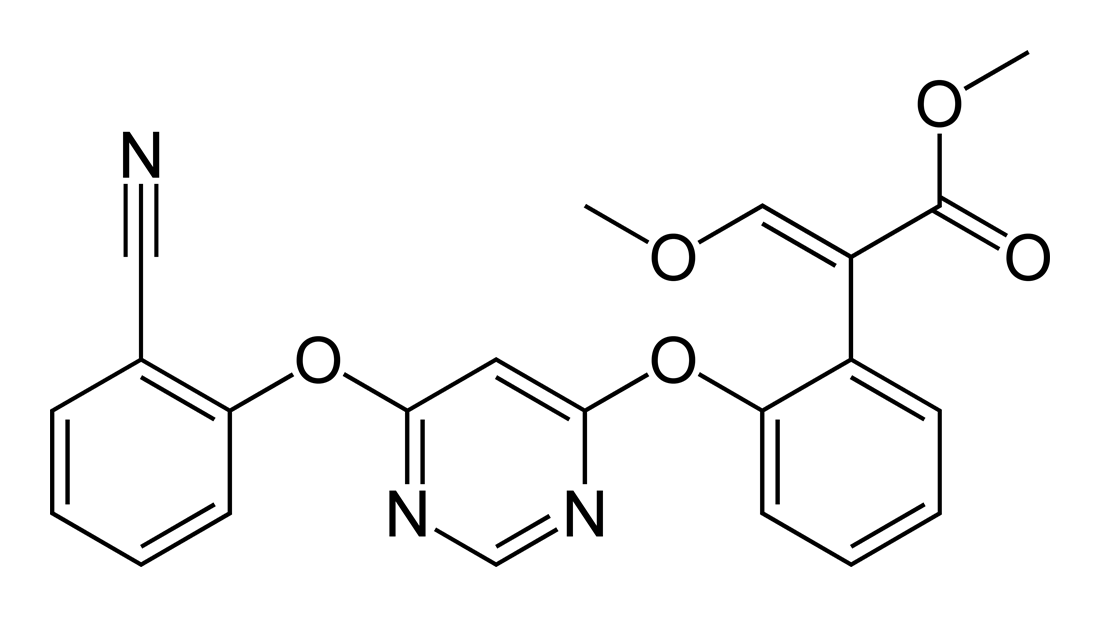
Фунгицид азоксистробин

У грибов способность к альтернативному дыханию помогает преодолеть ингибирование частей электрон транспортной цепи и играет важную роль в устойчивости грибов к фунгицидам. Это хорошо видно на примере таких препаратов, как стробилурины азоксистробин, пикоксистробин и флуоксастробин, которые действуют на комплекс III. Однако, поскольку альтернативный путь дыхания производит меньше АТФ, эти фунгициды всё равно эффективны, так как предотвращают прорастание спор, которое является очень энергозатратным процессом.

### Животные
Длительное время считалось, что альтернативная оксидаза присутствует исключительно в митохондриях грибов, растений и простейших. Тем не менее, начиная с 2004 года, благодаря методам полногеномного секвенирования в геномах ряда беспозвоночных удалось обнаружить гены альтернативной оксидазы. На сегодняшний день альтернативная оксидаза обнаружена в десяти типах животных таких как губки, пластинчатые, стрекающие (коралловые полипы и гидроидные), моллюски (брюхоногие и двустворчатые), кольчатые черви, нематоды, иглокожие, полухордовые и хордовые (ланцетники и оболочники). Есть также сообщения о наличии цианидрезистентного дыхания у сипункулид и двупарноногих многоножек. Ген АО из оболочника Ciona intestinalis был перенесён в культуру клеток почки человека. Было показано, что альтернативная оксидаза экспрессировалась и локализовалась в митохондриях, а клетки обрели устойчивость к цианиду.
Альтернативная оксидаза животных имеет уникальный C-концевой мотив, характерный только для животных. Также у неё отсутствуют N-концевые остатки цистеина, которые важны для регуляции этого фермента у растений.
Существует гипотеза, объясняющая почему большинство позвоночных а также членистоногих утратили АО несмотря на очевидные преимущества, которые она даёт. Большинство видов, у которых была обнаружена АО, относятся к пелагическим или прикреплённым организмам, а значит их митохондрии должны регулярно подвергаться энергетическому стрессу, которого они не могут избежать, например: фотосинтез у растений, токсичные ксенобиотики у микроорганизмов или локальные флуктуации морской среды (температура, уровень кислорода). В таких условиях АО помогает малоподвижным организмам выжить и справится с нагрузкой, однако она практически бесполезна для активных быстро движущихся организмов и поэтому, вероятно, было утрачена из-за отсутствия давления естественного отбора.

## Регуляция
Альтернативная оксидаза может существовать в форме мономера и димера. В структуре растительного белка есть два остатка цистеина, при окислении которых образуется дисульфидная связь, ковалентно связывающая два мономера. В условиях сильного освещения пул НАДФН посредством митохондриальной НАДФН-тиоредоксинредуктазы восстанавливает белок тиоредоксин, который, в свою очередь, восстанавливает дисульфидную связь в димере АО. Высвобождение мономера АО сопровождается повышением её активности в несколько раз. Фермент аллостерически активируется пируватом.
Специфическим ингибитором АО считаются соли гидроксамовых кислот (салицилгидроксамовая кислота) и n-пропилгаллат.

## Альтернативная оксидаза в млекопитающих
В 2013 году поступило сообщение о создании линии генно-модифицированной мышей со встроенным геном АО из Ciona intestinalis. Фермент с разной интенсивностью экспрессировался во всех тканях (сильнее всего в мозге и поджелудочной железе). Внедрение альтернативной оксидазы не вызвало каких либо отклонений в физиологии, поведении или развитии мышей. Мыши этой линии имеют повышенную устойчивость к действию цианида, а также некоторых других веществ, таких как антимицин, блокирующих дыхательные комплексы. Кроме того у этих мышей наблюдалось пониженное образование активных форм кислорода в митохондриях.